# Johann Michael Scheibenpogen

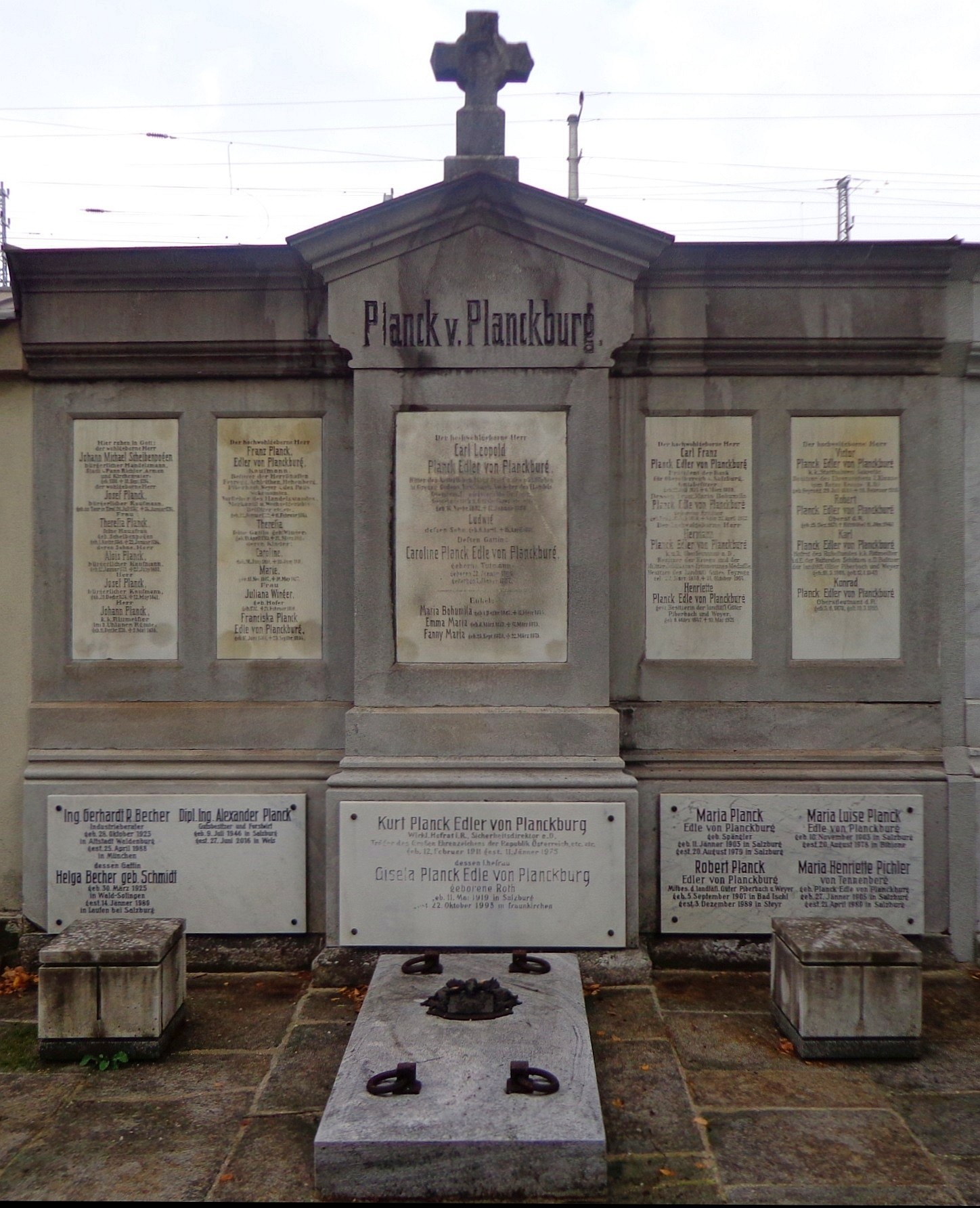
St. Barbara-Friedhof Linz, Grab der Familie Planck von Planckburg, in dem auch Johann Michael Scheibenpogen bestattet ist.

Johann Michael Scheibenpogen (* 1703; † 1794) war Stadtrichter und 1765–1778 Bürgermeister der oberösterreichischen Landeshauptstadt Linz.
Er entstammte einer bekannten Linzer Schiffmeisterfamilie. Aus dem Handelsgeschäft der Familie entwickelte sich das Bankhaus J. M. Scheibenpogens Eidam, welches bis heute als Oberbank besteht.
Über seinen Schwiegersohn Josef Planck war er mit der später geadelten und einflussreichen Familie Planck von Planckburg verwandt.
Scheibenpogen ist am St. Barbara-Friedhof in Linz begraben.

## Würdigung
Nach Scheibenpogen ist im Linzer Bezirk Spallerhof eine Straße benannt (Scheibenpogenstraße).